# Інесе Вайдере
Інесе Вайдере (нар. 3 вересня 1952 р.) — латвійський політик і член Європейського парламенту.

## Політична кар'єра

### Роль у національній політиці
Вайдере була державним міністром з питань навколишнього середовища в Кабінеті міністрів Кріштопанса з 1998—1999 рр., заступником міського голови Риги з 2001—2002 рр. і членом Сейму Латвії з 2002—2004 р.

### Депутат Європарламенту, 2004— нині
Інесе Вайдере була обрана в Європейський Парламент у 2004 році зі списку За Батьківщину і свободу / РННЛ і була в групі Союзу за Європу Націй. У 2009 році вона була обрана зі списку Громадянського Союзу та була з групою Європейської народної партії.
Між 2004 та 2014 роками Вайдере була членом Комітету у закордонних справах Європейського Парламенту та Підкомітету Європейського Парламенту з прав людини. У 2013 році вона підготувала звіт парламенту про вплив фінансової та економічної кризи на права людини, яка закликає ЄС допомогти країнам, що розвиваються, створити схеми соціального захисту.
У 2014 році Вайдере зайняла 6-е місце у списку Єдності. Єдність виграла 4 місця в Європейському Парламенті Латвії, і вона не була обрана. Однак перший кандидат, обраний до списку, Валдіс Домбровскіс, став Європейським комісаром з економічних і монетарних справ і євро 1 листопада 2014 року і перестав бути депутатом Європарламенту. Вайдере, як наступна у списку Єдності, замінила його у парламенті.
Вайдере в даний час є членом Комітету з питань бюджетів Європейського Парламенту. Окрім завдань комітету, вона є членом Міжгрупи Європейського Парламенту з питань доброчесності (прозорість, боротьба з корупцією та організованою злочинністю) та Міжгрупи Європейського Парламенту щодо цифрового порядку денного.

## Політична позиція
Вайдере є підписантом Празької декларації про європейське сумління та комунізм.
У 2015 році ЗМІ повідомили, що Вайдере включено до російського чорного списку видатних людей з Європейського Союзу, яким не дозволено в'їжджати в країну.

## Нагороди
- орден «За заслуги» III ступеня (Україна, 2008)[14]